# 2022年フランス議会総選挙
2022年フランス議会総選挙（2022ねんフランスぎかいそうせんきょ）は、フランスの下院である国民議会の議員を改選するために、2022年6月12日に第1回投票、同年6月19日に第2回投票が行われた選挙である。

## 選挙の概要
- 選挙事由: 任期満了
- 選挙権: 満18歳以上のフランス国民
- 被選挙権: 満18歳以上のフランス国民
- 定数: 577議席
  - フランス本土: 539議席
  - 海外県: 19議席
  - 海外準県・特別共同体: 8議席
  - 在外フランス人: 11議席

- 選挙制度: 小選挙区2回投票制[2]
  - 第1回投票: 有効投票のうち、過半数かつ有権者の25％以上を得た候補者が当選。いない場合は第2回投票を実施。
  - 第2回投票: 第1回投票において、登録有権者[注釈 1]の12.5％以上の得票を得た候補者を選挙する。12.5％以上の得票を得た候補者が1人のみ、もしくは1人もいない場合は上位2名を選挙する。最多得票を得た候補者が当選[2][4]。

## 選挙日程
- 第1回投票: 2022年6月12日[4][注釈 2]
- 第2回投票: 2022年6月19日[4][注釈 3]

## 背景
選挙制度の一部を比例代表制に切り替えることが議論されていた。比例代表制で議員の一部を選出するという提案は、2017年大統領選挙のマクロンの公約に含まれていたが、この公約は果たされなかった。フランソワ・オランドが大統領選挙に出馬して当選した際にも、同様の公約が含まれていた。